# Mahalleh-ye Zoshk-e Pā‘īn
Mahalleh-ye Zoshk-e Pā‘īn (persiska: محله زشک پائین) är en ort i Iran.   Den ligger i provinsen Khorasan, i den nordöstra delen av landet, 700 km öster om huvudstaden Teheran. Mahalleh-ye Zoshk-e Pā‘īn ligger 1 777 meter över havet och antalet invånare är 105.
Terrängen runt Mahalleh-ye Zoshk-e Pā‘īn är huvudsakligen kuperad, men åt sydväst är den bergig. Runt Mahalleh-ye Zoshk-e Pā‘īn är det ganska tätbefolkat, med 185 invånare per kvadratkilometer. Närmaste större samhälle är Shāndīz, 13,3 km öster om Mahalleh-ye Zoshk-e Pā‘īn. Omgivningarna runt Mahalleh-ye Zoshk-e Pā‘īn är i huvudsak ett öppet busklandskap.